# Iļģuciems
Iļģuciems est un voisinage du district de Kurzeme à Riga en Lettonie.

## Géographie
Le quartier d'Iļguciems borde les quartiers de Spilve, Ķīpsala, Dzirciems et Imanta. 
Les limites du quartier d'Iļguciems sont, entre-autres, l'autoroute de Daugavgrīva, les rues Tvaikoņu iela, Lilijas iela, Dagmāras iela,  Slokas iela et le canal de Zund.
La superficie totale du quartier d'Iļguciems est de 2,442 km2, soit environ la moitié de la superficie moyenne du quartier de Riga. 
La longueur du périmètre du quartier est de 6 534 mètres.

## Galerie

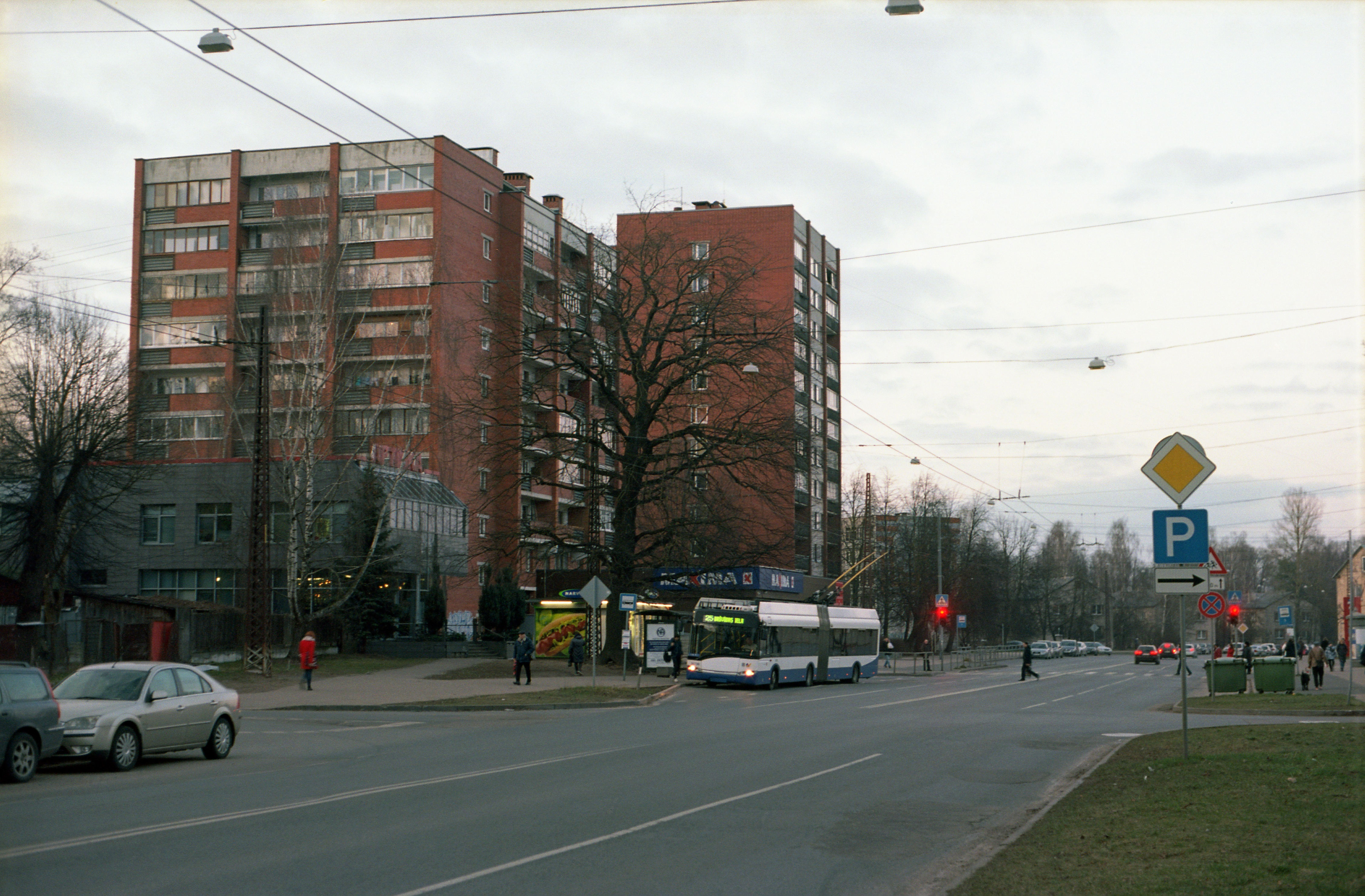
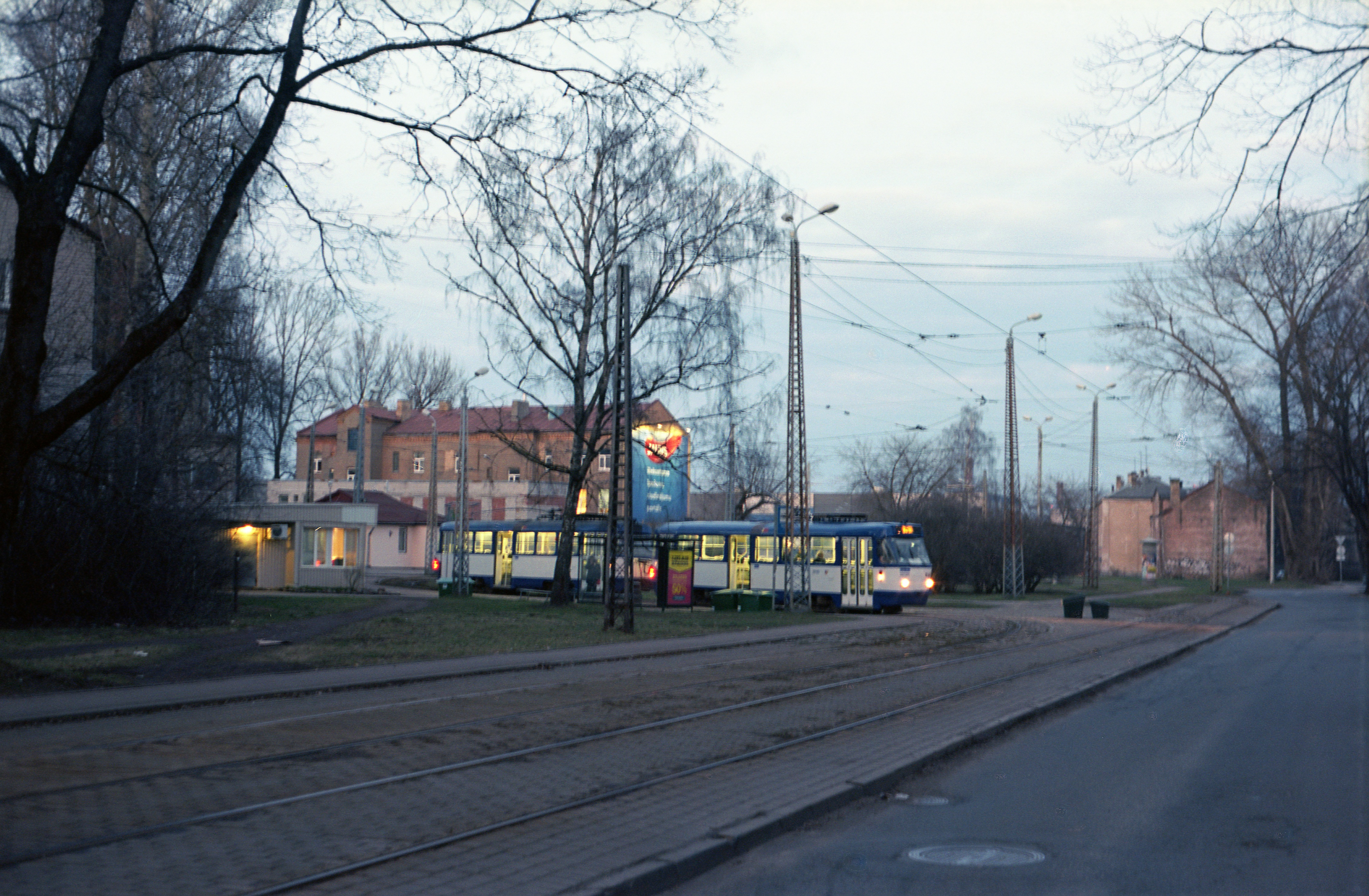
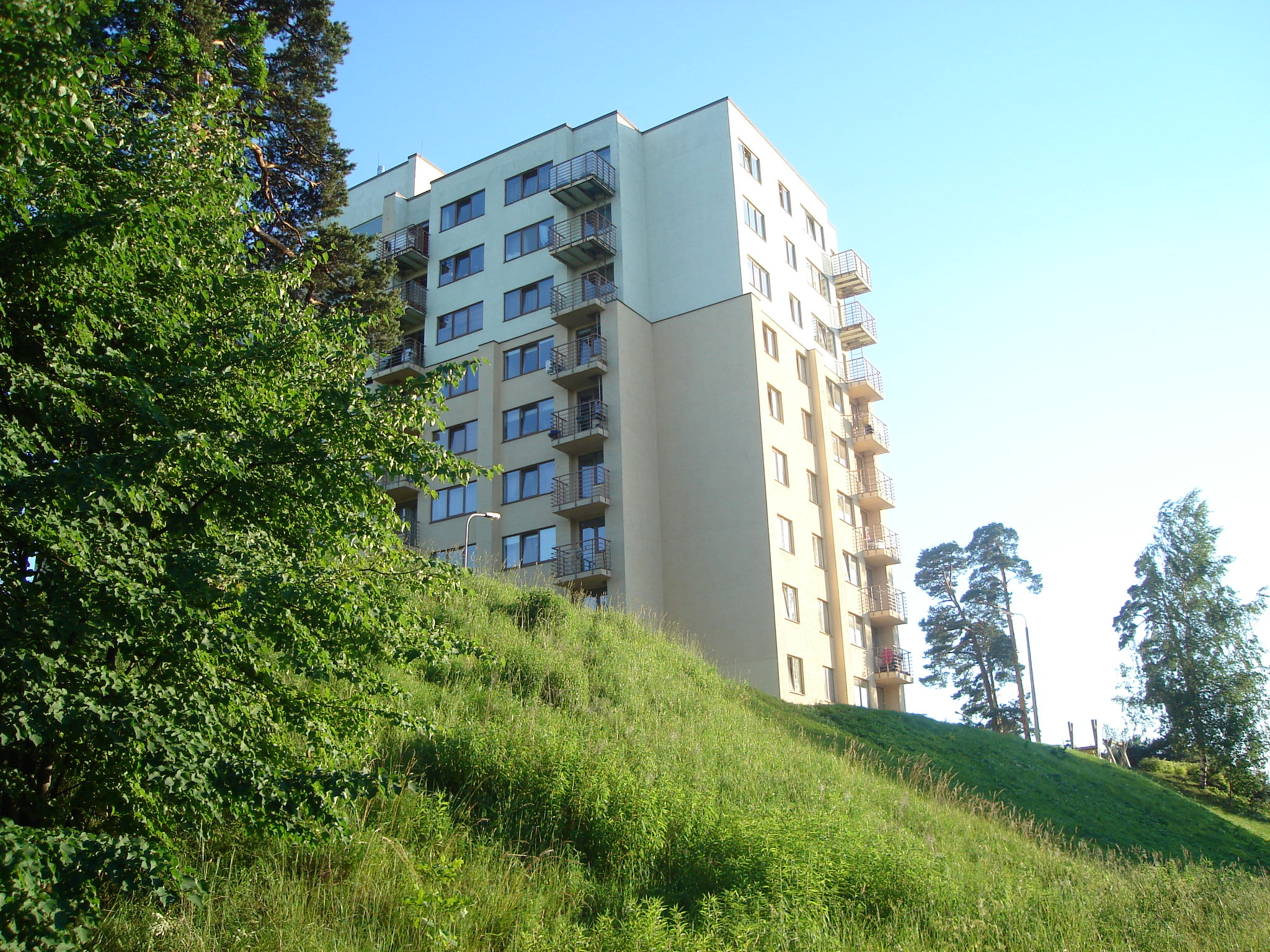

## Transports
- Bus: 	 3, 13, 30, 54
- Trolleybus: 9, 25
- Tramway :	5